# Mottekasteel

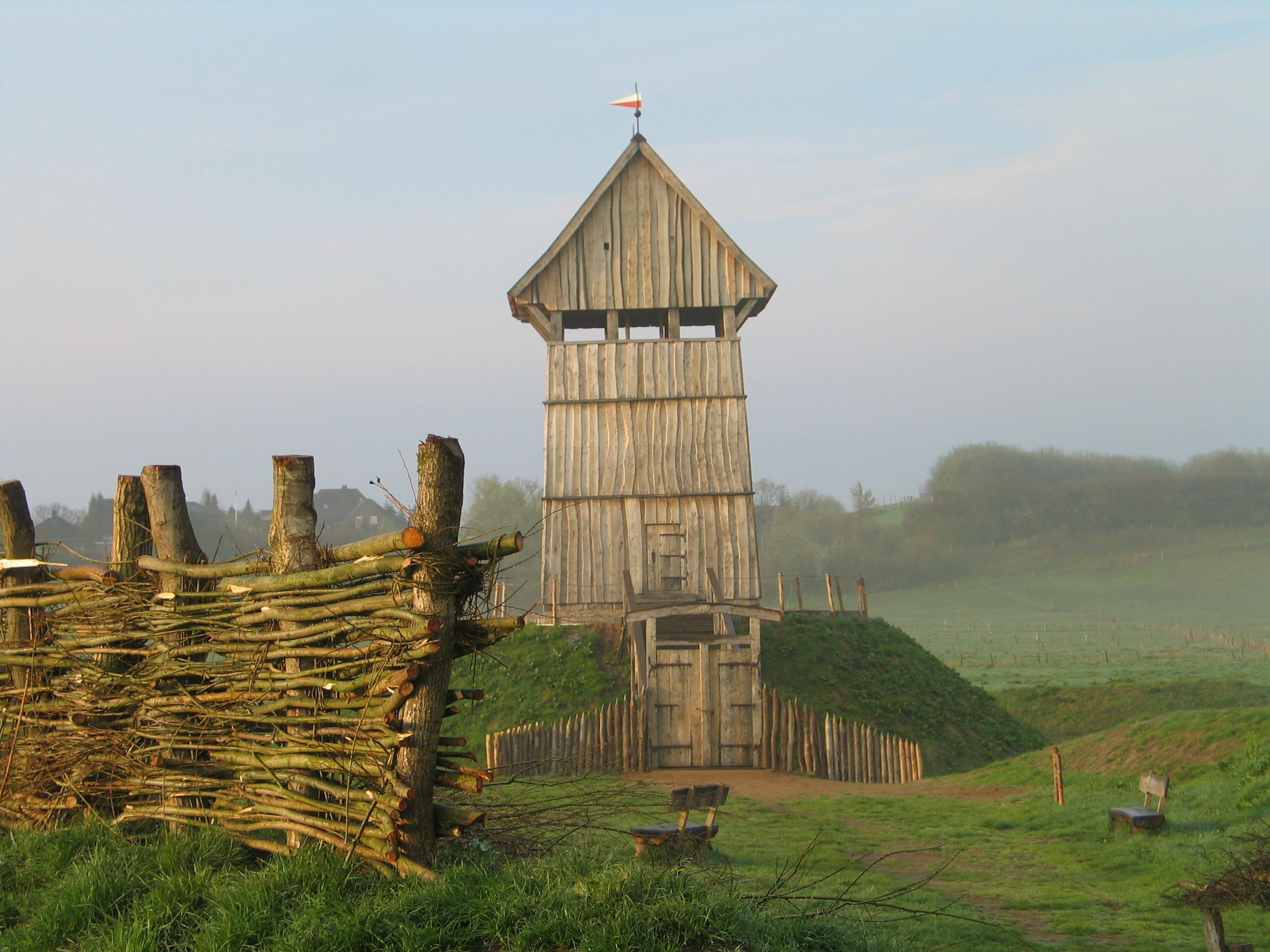
Reconstructie mottekasteel in Lütjenburg

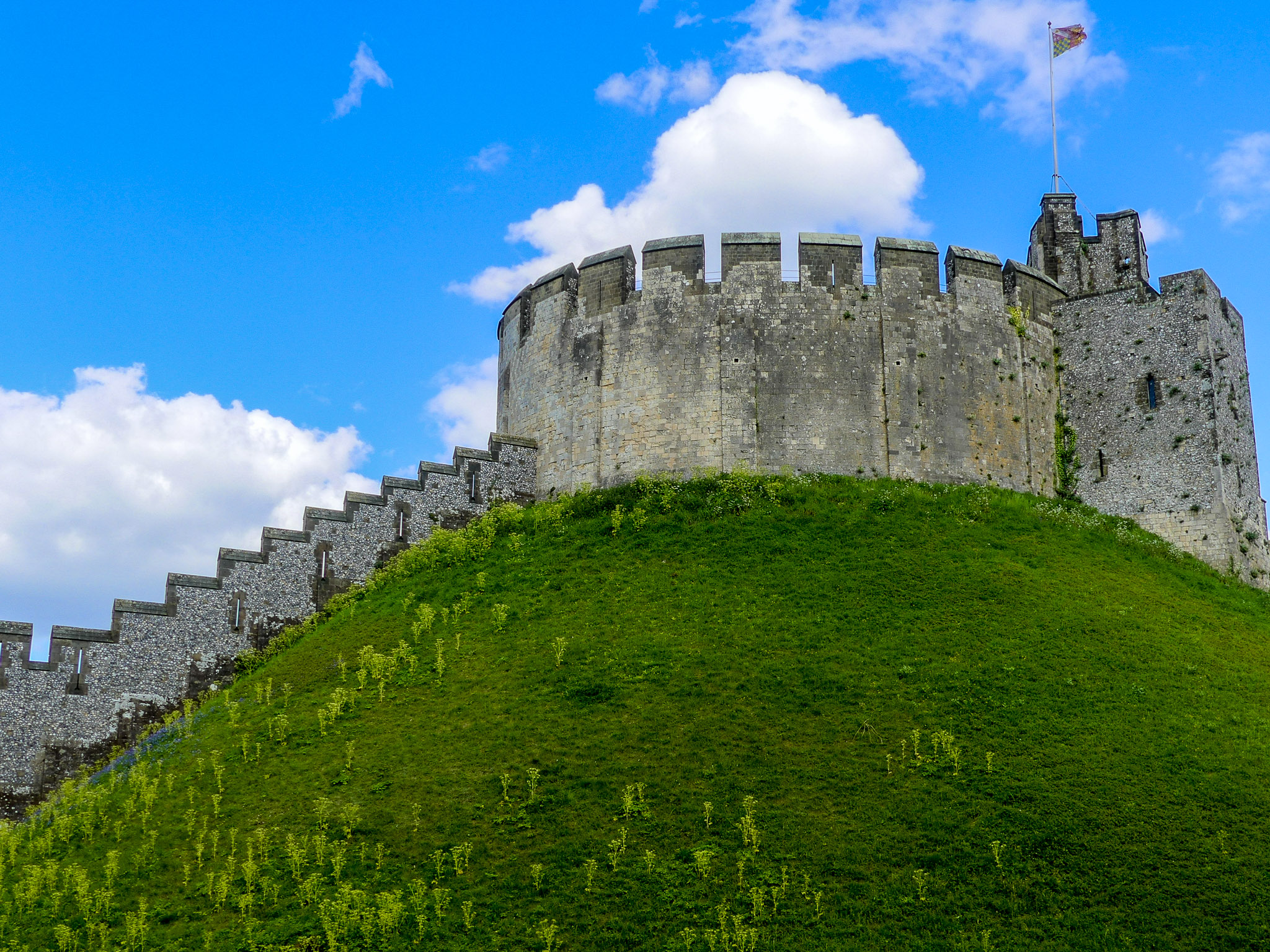
Arundel Castle

Een mottekasteel is een hoogmiddeleeuws, veelal torenvormige versterking op een motte, een afgeplatte aangelegde aarden heuvel.  De toren op de kunstmatige heuvel werd aanvankelijk in hout opgetrokken en later in steen gebouwd.  Vaak is van dit burchttype alleen nog de heuvel overgebleven.

## Benaming en verspreiding
Een motte is een geheel of gedeeltelijk kunstmatige heuvel met een regelmatige vorm en steile zijden. De heuvel werd gewoonlijk met muren of palissades en brede droge of natte grachten omgeven.  De constructie heeft tot doel de op zijn afgeplatte top staande versterkingen beter te verdedigen en de omgeving te beheersen. Bij dit opperhof sloot meestal nog een neerhof aan waar zich het eigenlijke leven voltrok. 
In Vlaanderen is vooral de term motte courant, hoewel ook de termen mot, en motteken voorkomen. In Nederland komen naast deze termen meerdere andere voor, namelijk werf, bergh, barch, borg, huus, stins, casteel, die alle op een motteversterking betrekking kunnen hebben.

## Opbouw van een mottekasteel
De meest voorkomende verschijningsvorm van een mottekasteel bestond uit twee gedeelten: een opperhof of  hoofdburcht, met een specifiek militair doel en een neerhof of voorburcht waar zich de meer economische aspecten van het dagelijks leven afspeelden. Beide waren gebouwd op verhogingen in het landschap en omgeven door grachten en wallen en houten pallisades of stenen muren. Op de hoogste motteheuvel (de opperhof) werd een donjon, een kasteel, een burcht of een ander verdedigingswerk gebouwd in hout of steen. De motteheuvel met zijn toren vertegenwoordigde het residentiële (adellijke) en militaire karakter van de plaats. Verder bestond het mottekasteel uit een of meer lager gelegen voorburchten (de neerhof). Hier stonden de nutsgebouwen, zoals stallen en schuren, met soms een kapel of het eigenlijke woonhuis van de heer, in het geval dat de donjon alleen als noodverblijf werd gebruikt. De neerhof vertegenwoordigde dan het dagelijkse leven. 
De afmetingen van de motteheuvel varieerden gemiddeld tussen 20 en 100 meter diameter; de hoogte kon tussen 3 en 20 meter bedragen. 
De opbouw van de motheuvel werd bepaald door zijn natuurlijke omgeving. In vlakke gebieden is het een kunstmatige heuvel met aarde uit een uitgegraven gracht rond het bouwwerk en grond aangevoerd van buitenaf om meer hoogte te creëren. In heuvelachtige gebieden zijn het half-kunstmatige verhogingen van een verhevenheid in het landschap en in bergachtige gebieden wordt gebruik gemaakt van het strategisch reliëf van het landschap.
Een zeldzame variant van het mottekasteel is de abschnittsmotte waarbij de motteheuvel gecreëerd is door gedeeltelijke afgraving van een heuvelrug. Een andere zeldzame verschijningsvorm is de dubbelmotte waarbij op het terrein twee opperhoven gelegen zijn. Een voorbeeld hiervan is Eriksvold op Lolland in Denemarken.

### De shell keep
Een speciaal type van motteversterking is de shell keep. Met deze, uit het Engels overgenomen term wordt in de castellologie verwezen naar mottekastelen waarbij de houten palissade die de heuvel bekroont, vervangen is door een stenen omheiningsmuur die de plateaurand van de heuvel volgt. De toren neemt hierbij geen centrale plaats in, maar is tegen de muur aan gebouwd. Indien van toepassing worden ook de nutsgebouwen verwerkt in deze stenen omheiningsmuur, waardoor een cirkelvormige binnenplaats ontstaat. Voorbeelden van dit type vinden we zowel in de Lage Landen (Leiden, Kessel), Groot-Brittannië (Restormel, Arundel) als in Frankrijk (Gisors).

## Geschiedenis

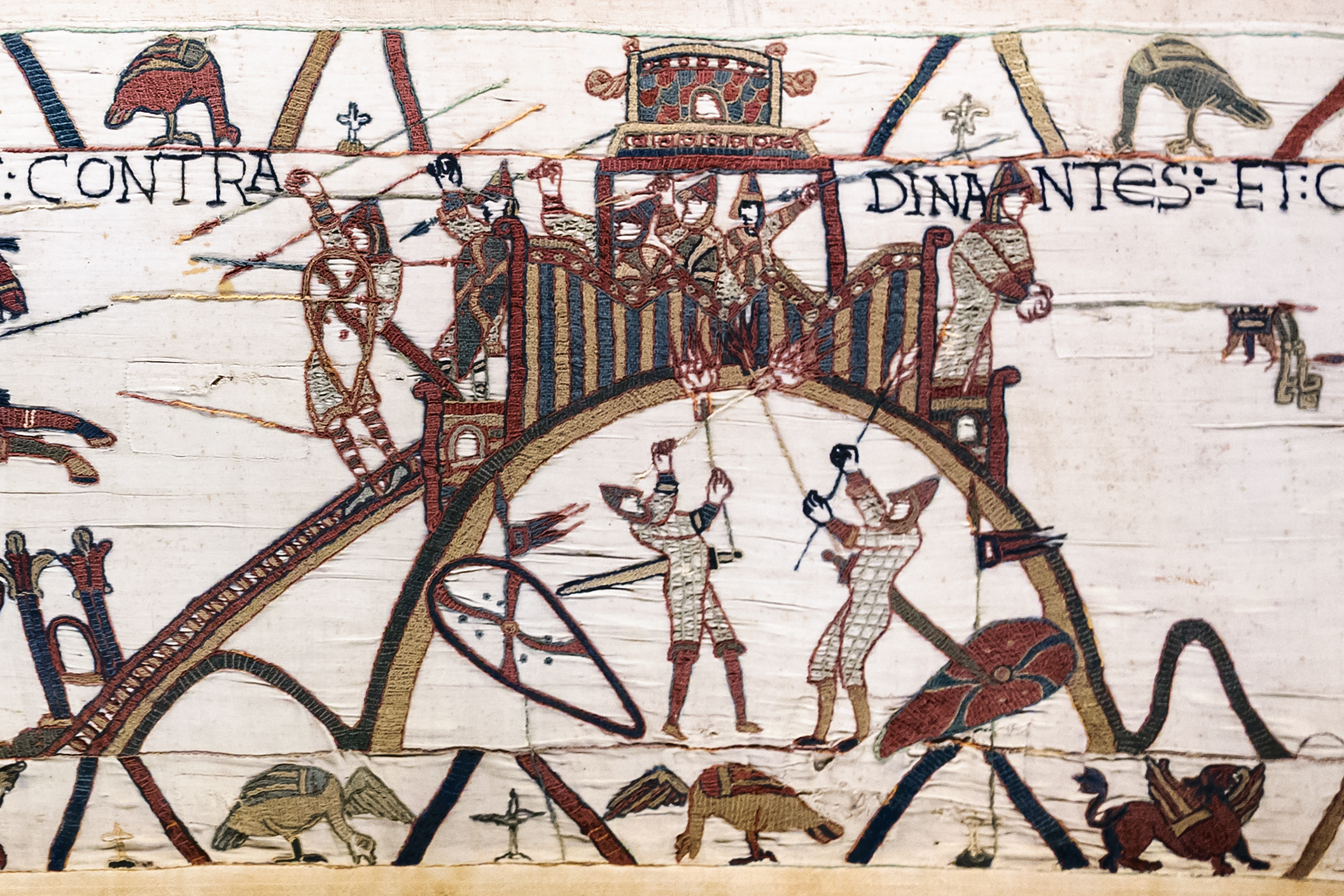
Het tapijt van Bayeux

Deze versterkingsvorm wordt traditioneel een ontstaan toegedicht ergens aan het eind van de 10e eeuw, in de gebieden tussen de Rijn en de Loire. De oudste afbeelding van een mottekasteel vinden we op het 11e-eeuwse Tapijt van Bayeux. In de loop van de 11e en de 12e eeuw kent deze versterkingsvorm vervolgens een hoogtepunt en een grote verspreiding: tegen de 13e eeuw vinden we ze van Denemarken tot Italië en van de Atlantische kust tot Polen. Het succes van deze versterkingsvorm valt te verklaren door:
- de relatief makkelijk te verkrijgen bouwmaterialen: hout en aarde zijn immers makkelijk verkrijgbaar, terwijl steen in deze periode duur is, en
- de relatieve snelheid waarmee een motteheuvel opgeworpen en een mottekasteel gebouwd kon worden: de bouwtijd kon variëren van enkele dagen tot enkele weken.

Na de 13e eeuw neemt het mottekasteel in belang af door de opkomst van de artillerie en aangepaste militaire versterkingsvormen.. Vanaf het einde van de 13e eeuw worden er heel wat versterkte kastelen gebouwd in steen, veelal in vierkante vorm met torens op de hoeken. Toch zijn er nadien nog mottekastelen met toren gebouwd, maar het betreft dan vooral constructies met een symbolische functie (als statussymbool) en niet langer met een dominante militaire functie.

## Functie
Er kunnen verschillende soorten mottekastelen worden onderscheiden naargelang hun doel: aanvalsmottes, verdedigingsmottes en mottekastelen met een residentiële functie. Vaak is een mottekasteel niet louter in één categorie onder te brengen, maar cumuleert ze meerdere van deze functies tegelijk. Wat de verdediging betreft onderscheiden we publieke functies (het verdedigen van een grondgebied; verdedigingsmottes), private functies (verdedigen van het huis van de heer, samenlopend met het residentiële aspect), actieve verdedigende functies (het veroveren en onderwerpen van een gebied) en passieve verdedigende functies (het beschermen van een gebied; de publieke functie). Naast dit defensieve aspect had het mottekasteel ook vaak een residentiële functie, als de residentie van een adellijke figuur. Verder had het mottekasteel ook een niet te onderschatten sociale functie als statussymbool, dat wil zeggen als symbool van de heerlijke macht. Het optrekken van een kasteel was immers niet iedereen gegund.

## België

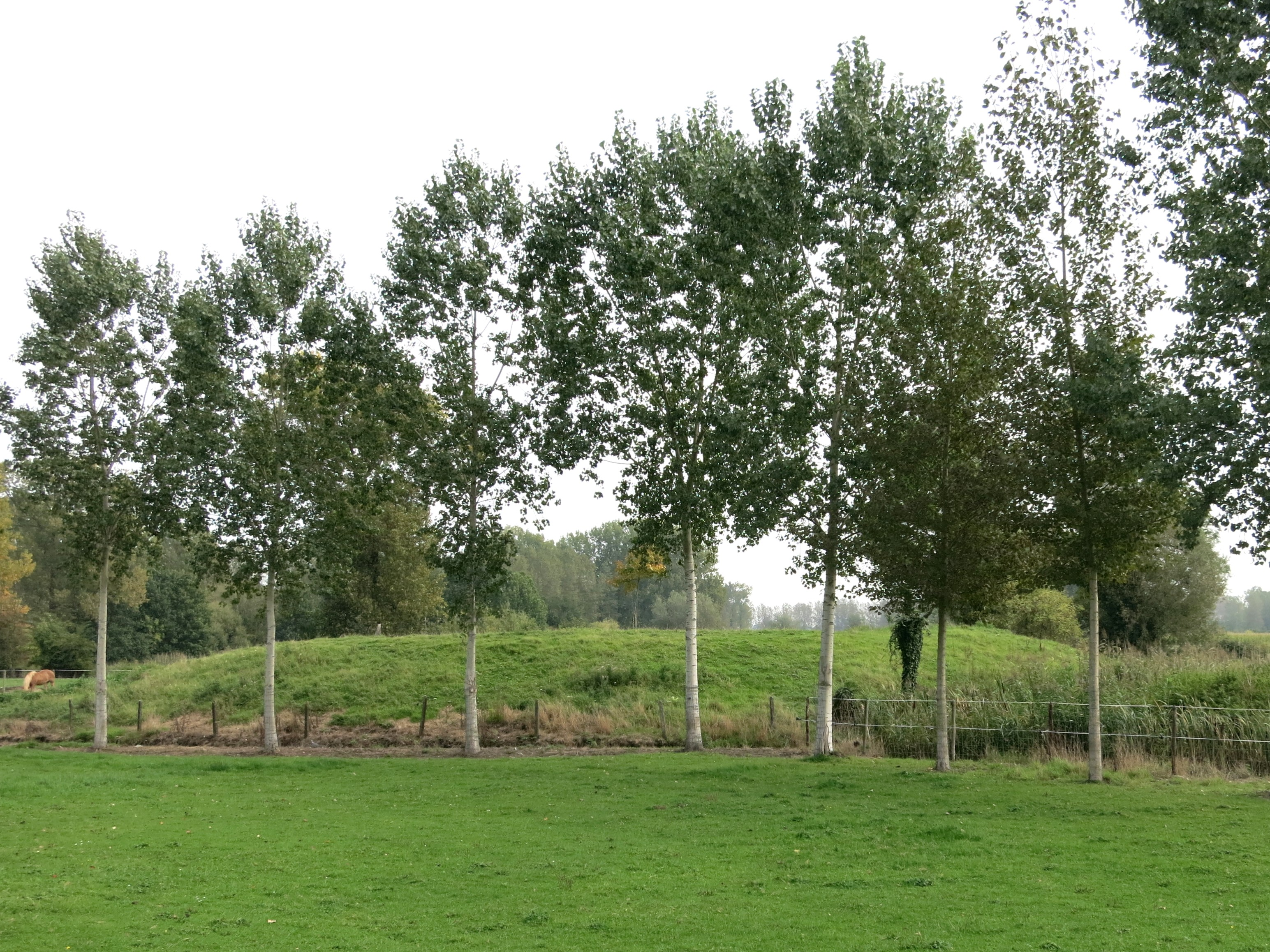
Motte van Geetbets

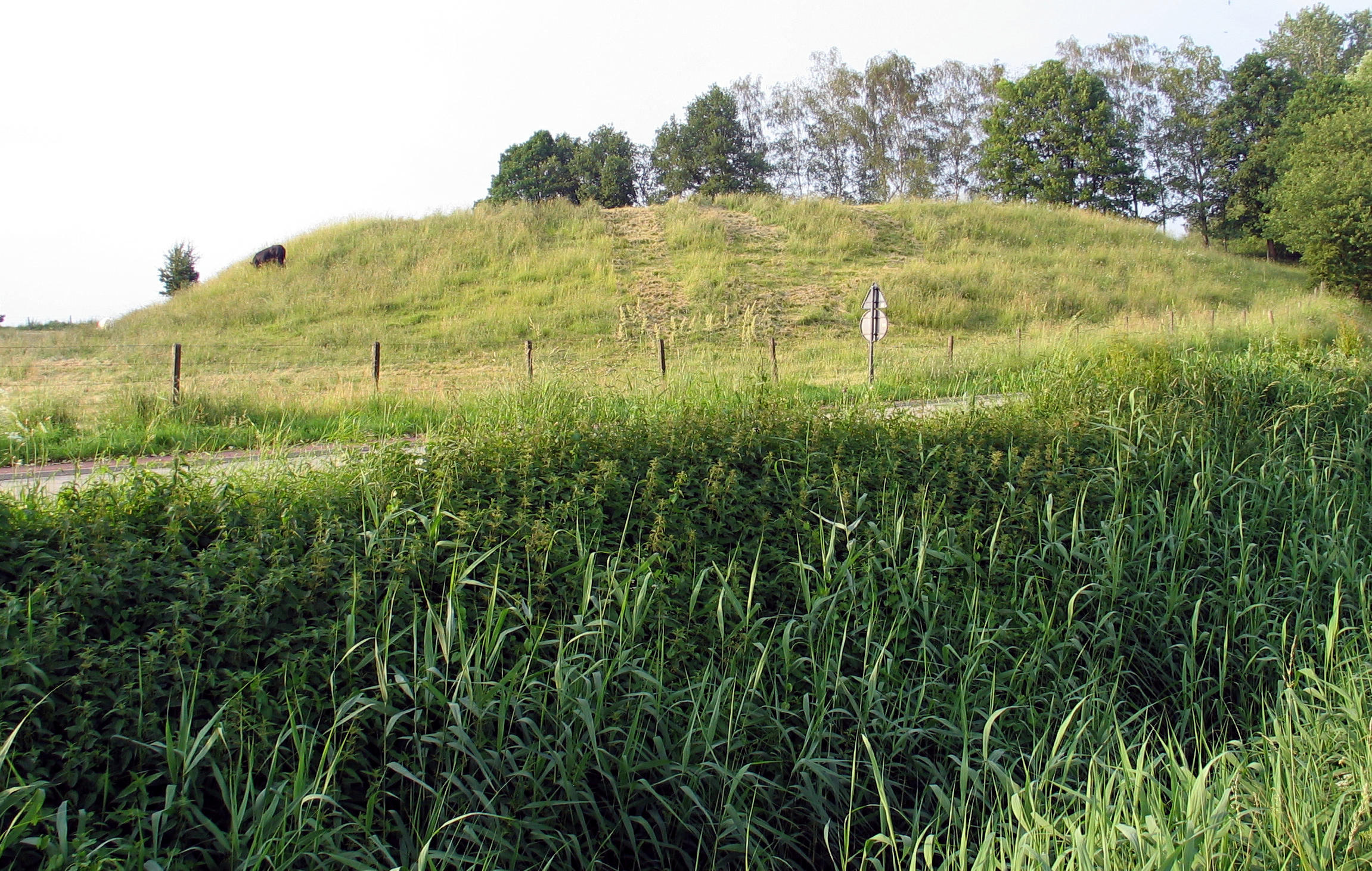
Motte te Zoutleeuw

Op meerdere plaatsen in België zijn nog overblijfselen van de middeleeuwse mottekastelen zichtbaar in het landschap

### Nog zichtbare motteheuvels waarvan het kasteel verdwenen is

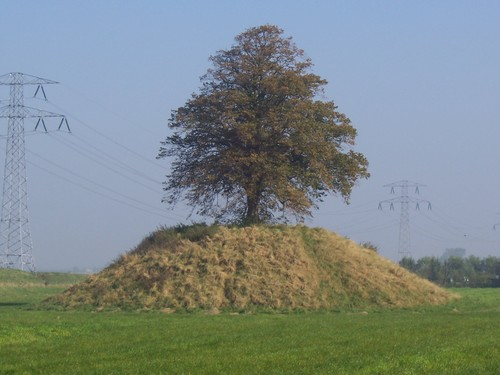
Vliedberg 't Hof Blaemskinderen

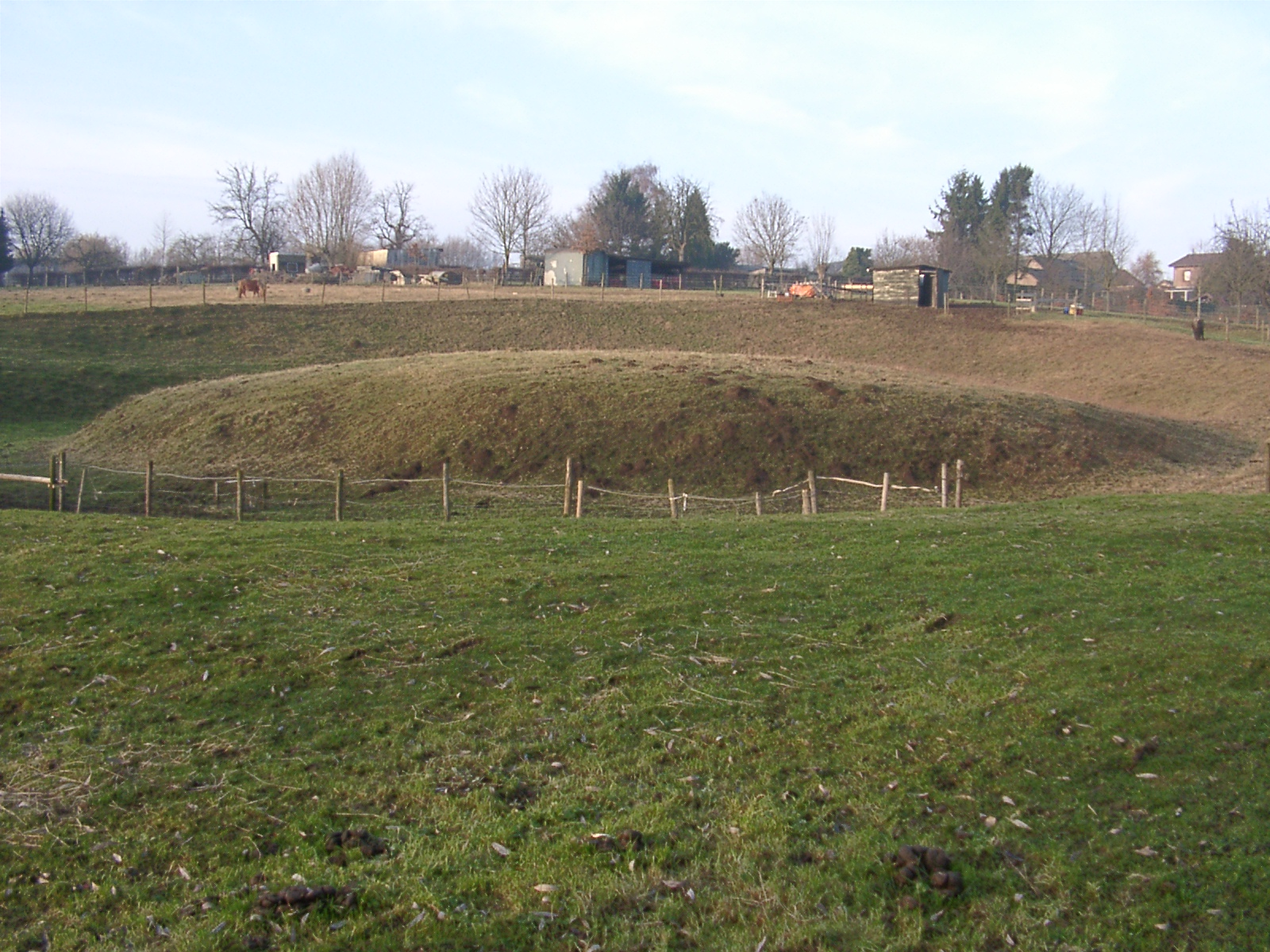
Motte Struyver bij Ten Esschen (Heerlen)

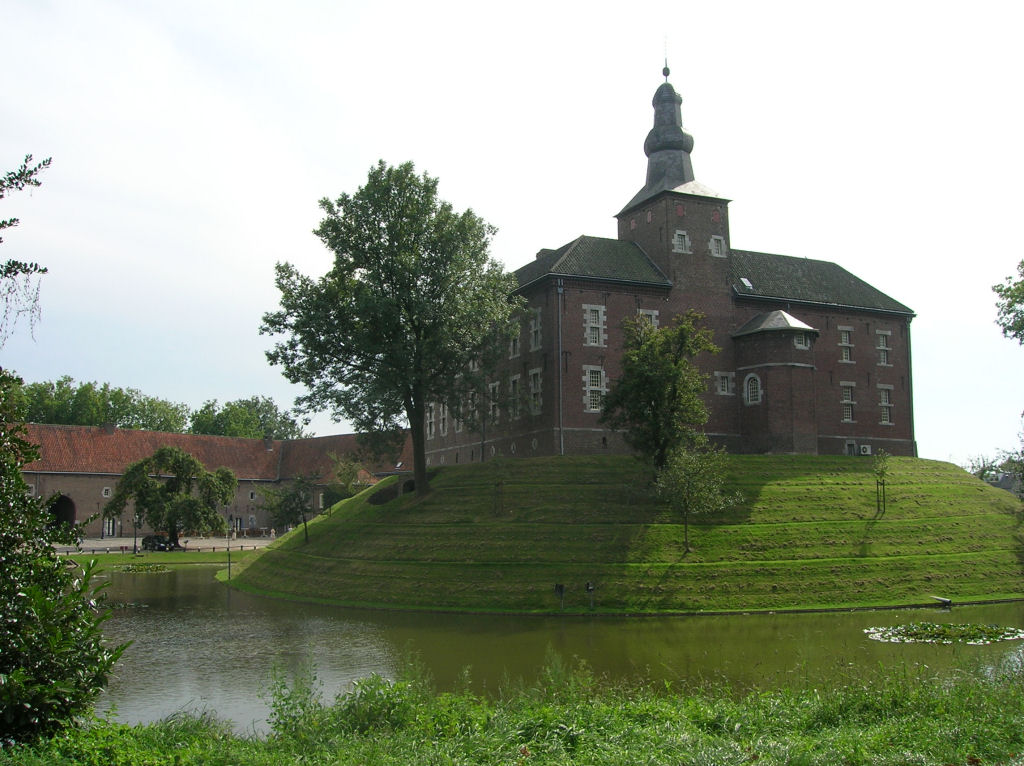
Kasteel Limbricht

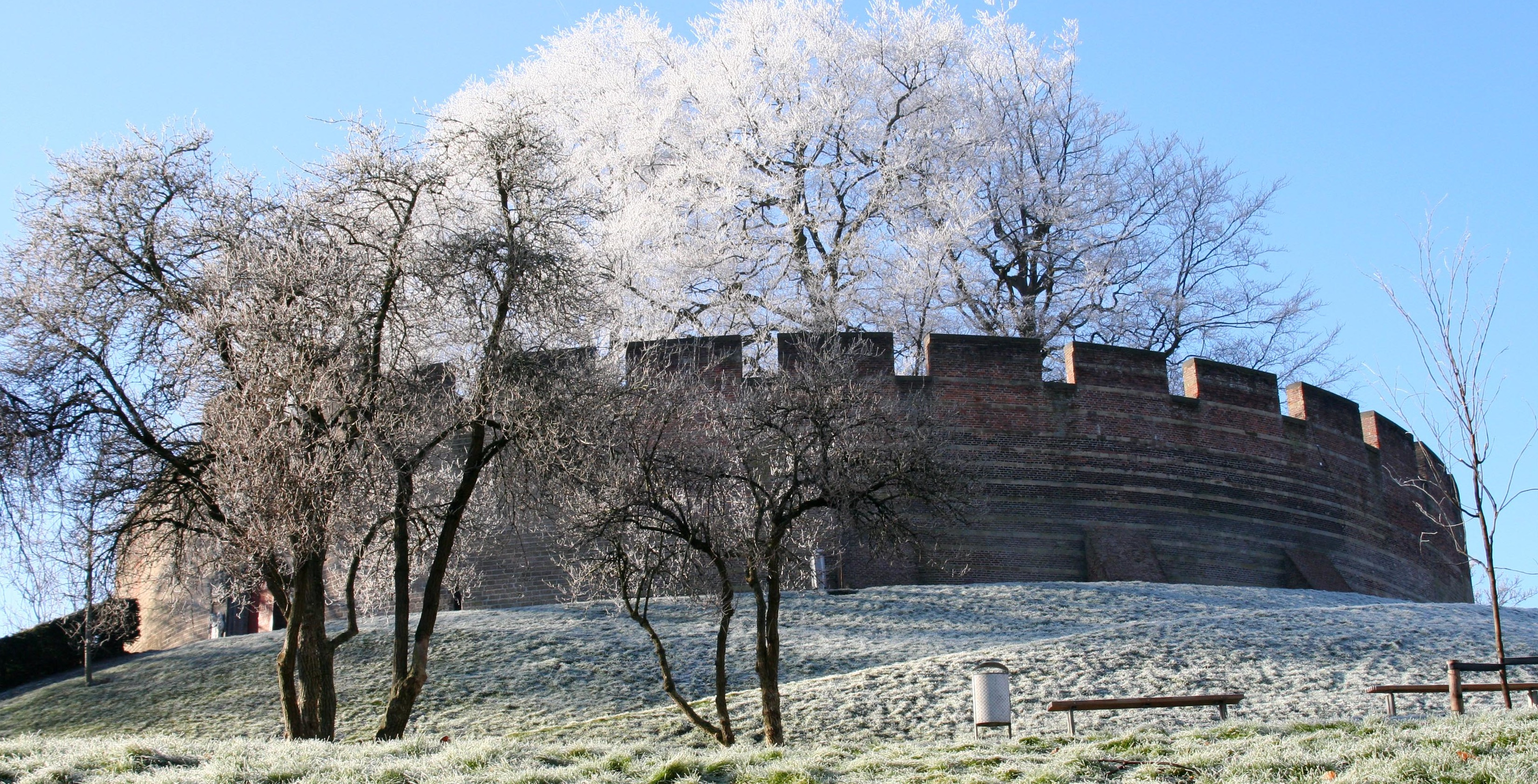
De Burcht van Leiden

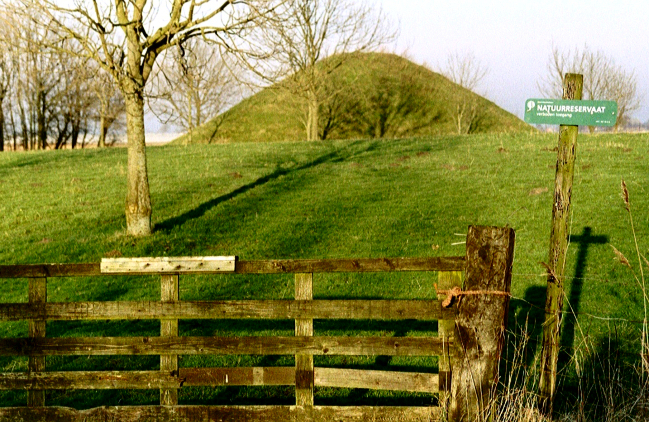
Hege wier bij Menaldum

#### Antwerpen
- Poederlee, de Ouden Hofberg in het natuurgebied Den Haert.

#### Brabant
- De Motte in Geetbets.
- In het gehucht Borgt bij Grimbergen staat de Senecaberg.
- In Landen is er een dubbele motte bij Sinte-Gitter.
- Zoutleeuw, de Castelberg, vlak bij het natuurreservaat Het Vinne.
- In Bever, de Burcht van Bever.

#### Limburg
- Alken (Terkoest), de Mot (Blekkenbergstraat)
- Bilzen (Beverst), de Schuylenborg.
- Hasselt (Stevoort), de Asberg, op de grens met Wijer.
- Heers (Horpmaal), de Motheuvel .
- Hoeselt, De Motte bij het centrum van Hoeselt.
- Kinrooi (Kessenich), motteheuvel Den Berg
- Riemst (Millen), Motheuvel bij de Peperstraat .
- Wellen, De Mot, in de Houtstraat.

#### West-Vlaanderen
- Merkem (Houthulst), de Hoge Motte, gelegen tussen de Noord- en Zuidwallandstraat. Deze motteheuvel werd tijdens de Eerste Wereldoorlog door de Duitsers als observatiepost gebruikt.[bron?]
- Werken (Kortemark), de Hogen Andjoen.
- Werken (Kortemark), Vrouw Hille Wal / Rondlopermotte / Onze-Lieve-Vrouwmotte
- Kanegem, de hoeve Strichtensgoed staat op een oude motte.
- In Veurne werd de motteheuvel na de Eerste Wereldoorlog aangekocht door het stadsbestuur, zodat het stadspark uitgebreid kon worden.
- Vichte, het Oud Kasteel staat op een oude motte.

#### Oost-Vlaanderen
- In Beveren Waas in de polders bevindt zich de motteheuvel met de naam Singelberg.
- In Ertvelde bevindt zich een van de best bewaarde motteheuvels van Vlaanderen.
- In Ressegem bevindt zich achter de pastorij van Ressegem een zeer goed bewaarde motteheuvel met volledig intacte omwalling. De slotgracht doet nu dienst als visvijver.
- In Oudenaarde bevindt zich het "Hof de Bruwaan" met zijn bewaarde motte.
- In Erpe bevindt zich de 'Kasteelberg'', een van de best bewaarde mottes van België.[5] Bovenaan bevindt zich een kleine structuur die deels is opgebouwd uit elementen van de vroegere mottenburcht. Het is echter gelegen op een privéterrein.
- In Moorsel bevindt zich 'Hof te Eksel', een kleine motte die diende als uitvalsbasis ter controle van (een deel van) het Land van Aalst.[6]

### Luik
- In Lamine (deelgemeente van Remicourt).

### Henegouwen
- In Letteringen bevindt zich de Motte de Brabant.

### Nog zichtbare motteheuvels waarop het kasteel (deels) nog aanwezig is

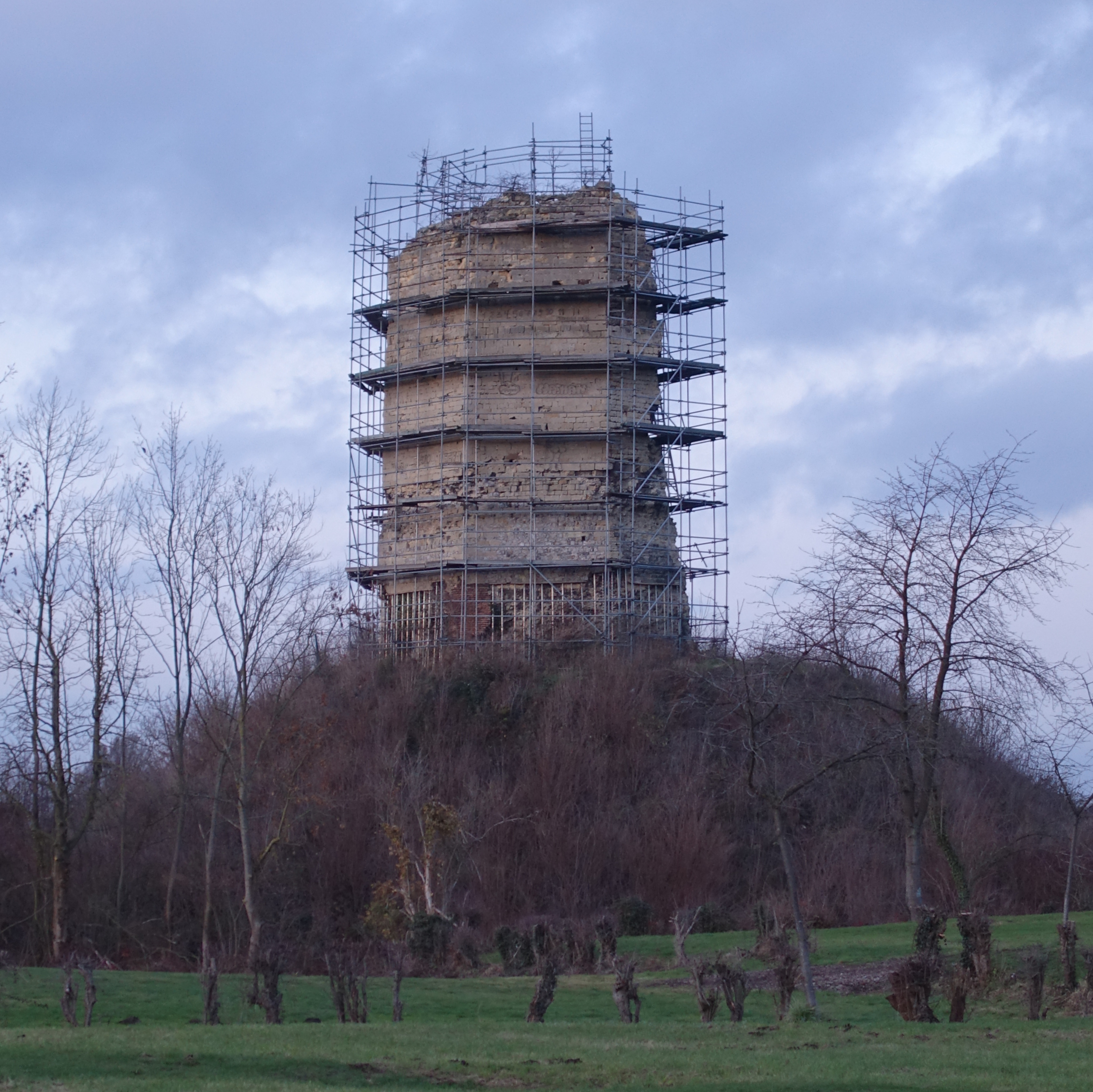
Burchttoren van Brustem

#### Brabant
- Diest, op de Warandeberg is de fundering van een hoogteburcht te zien.

#### Limburg
- Brustem, motteheuvel met ruïne van de burchttoren.
- Motte in Kessenich, ruïnes van de mottetoren op de ca. 10 meter hoge kunstmatige heuvel, op de neerhof staat de huidige Sint-Martinuskerk.
- Burcht van Kolmont in Overrepen Tongeren, ruïne van tienhoekige donjon op indrukwekkende motte.
- Burchttoren van Mulken in Tongeren,resten van tienhoekig donjon.
- Genk, Waterschei, de Mottetoren, gelegen tussen de Herenstraat en de E314.

## Nederland
Verschillende voormalige mottekastelen zijn geheel verdwenen uit het landschap, zoals in Gouda. In Breust is een motte met een kelder gevonden van een voormalige mottetoren.
Op diverse plaatsen zijn echter nog motteheuvels te zien in het Nederlandse landschap (zie ook Lijst van mottes en mottekastelen in Nederland):

### Nog zichtbare motteheuvels waarvan het kasteel verdwenen is

#### Drenthe
- Het Borgbarchien
- De Klinkenberg
- De Wittesheuvel
- De waterburcht van Eelde

#### Overijssel
Motteheuvels komen in Twente een aantal maal voor in waterrijke en moerassige gebieden.
- Ypelo, de Koohorst
- Almelo, de Schuilenborg
- Zenderen, de De Hondeborg te Zenderen[8]

#### Gelderland
- Motte te Leur
- Ubbergen, de Mergelp op de Duivelsberg
- Zeddam, Motte Montferland, de grootste motteheuvel van Nederland
- Zoelen, Aldenhaag

#### Limburg
- Baexem, de Motte Baexem
- Dieteren, de Koppelberg
- Epen, Motte Epen
- Eys, het mottekasteel, Opt Huys op de Boerenberg
- Gulpen, Gracht Burggraaf
- Guttecoven, de Stoel van Swentibold
- Heerlen, Struyver bij de buurtschap Ten Esschen.
- Maastricht, op de westflank van de Sint-Pietersberg, vaak de Tombe genoemd.
- Maria-Hoop, de Bollenberg
- Merkelbeek, de Vossenberg
- Oostrum, Kasteel Spraland
- Posterholt, de Bolberg
- Schinnen, bij kasteel Terborg
- Wijnandsrade, de motte Wijnandsrade bij kasteel Wijnandsrade

#### Noord-Brabant
- Eindhoven, De motte van het kasteel Ten Hage, nu de locatie van klooster Mariënhage[9] (resten van de funderingen van het kasteel zijn nog aanwezig in de ondergrond van de motte).
- Rosmalen, de motte waarop de burcht Rodenborch en het klooster Annenborch hebben gelegen.
- Almkerk, de motte van Kasteel Altena.

#### Zuid-Holland
- Ouddorp, Kasteelberg Spreeuwenstein. Ook wel Blauwe Steen genoemd, aangewezen als rijksmonument.
- Rijswijk, Den Burch
- Strijensas, opnieuw in 2007 opgetrokken kasteeltoren

#### Zeeland
In Zeeland worden motteheuvels vliedbergen genoemd.  Ooit zijn er in Zeeland liefst 170 mottes geweest waar er nu nog 38 van over zijn. Enkele voorbeelden: 
- Baarsdorp
- Borssele, de Berg van Troje, het bekendste voorbeeld van een vliedberg.
- Westkerke (Tholen), de Westkerkseberg
- Zaamslag, de Torenberg

#### Friesland
In Friesland worden de motteheuvels stinswieren of hege wieren genoemd.
- Menaldum

#### Groningen
- Marum

### Nog zichtbare motteheuvels waarop het kasteel (deels) nog aanwezig is

#### Drenthe
- Coevorden, Kasteel van Coevorden, het enige nog bestaande kasteel in de provincie

#### Limburg
- Grubbenvorst, het Gebroken Slot, een motteheuvel met enkele brokstukken van het meermalen verwoeste kasteel.
- Kessel, Kasteel Keverberg, een ruïne.
- Limbricht, Kasteel Limbricht met nog geheel intact zijnde burcht.
- Nieuwstadt, Kasteel Millen met op de motteheuvel de ruïne van het mottekasteel.
- Stein, Kasteel Stein met op de motteheuvel de ruïne van donjon de Witte Toren.

#### Zuid-Holland
- Leiden, Burcht met nog geheel intact zijnde omringende kasteelmuur
- Oostvoorne, Burcht van Voorne, een ruïne

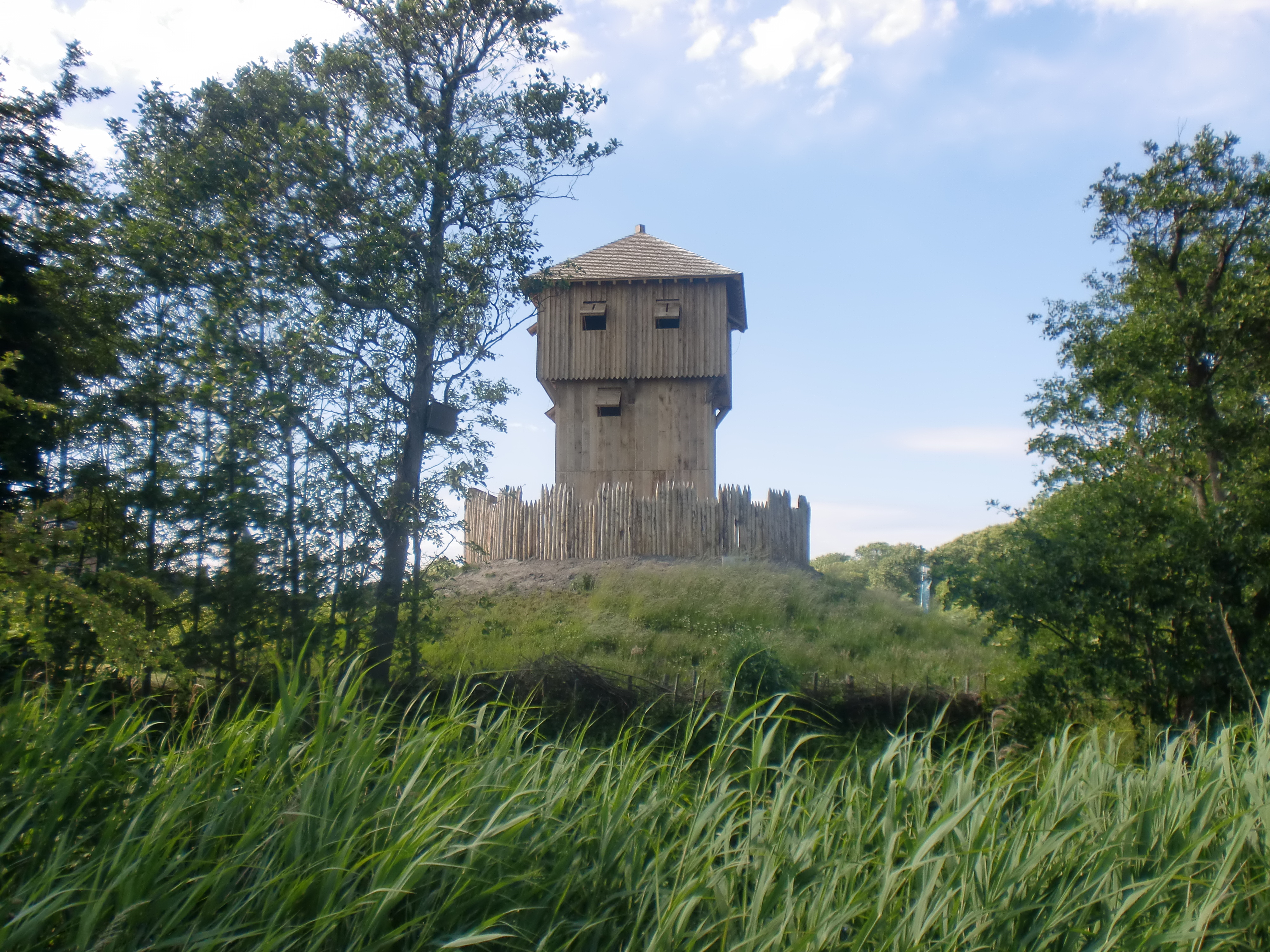
Reconstructie Terra Maris, Oostkapelle

### Reconstructies van een mottekasteel

#### Zeeland
- Oostkapelle, Terra Maris, reconstructie voltooid in 2011

#### Flevoland
- Luttelgeest, Kuinderbos, Kuinderburcht, deels gereconstrueerd in 1942

## Andere

### Nog zichtbare motteheuvels waarvan het kasteel verdwenen is

#### Duitsland
- Heinsberg, Burgberg met ruïne in de binnenstad

#### Frankrijk
- Framezelle